# Canadian Premier League
La Canadian Premier League (CPL), en francès: Première Ligue Canadienne, és la màxima competició de futbol del Canadà.
Començà a disputar-se l'abril de 2019. Està formada per set equips. Es disputen dos tornejos, a primavera i tardor, i un campionat final entre els guanyadors dels dos tornejos. És reconeguda per la Associació Canadenca de Futbol. Té la seu a Toronto, Ontario.

## Equips participants
Set equips formen part de la temporada inaugural de la CPL. La següent temporada se li afegí l'Atlético Ottawa.

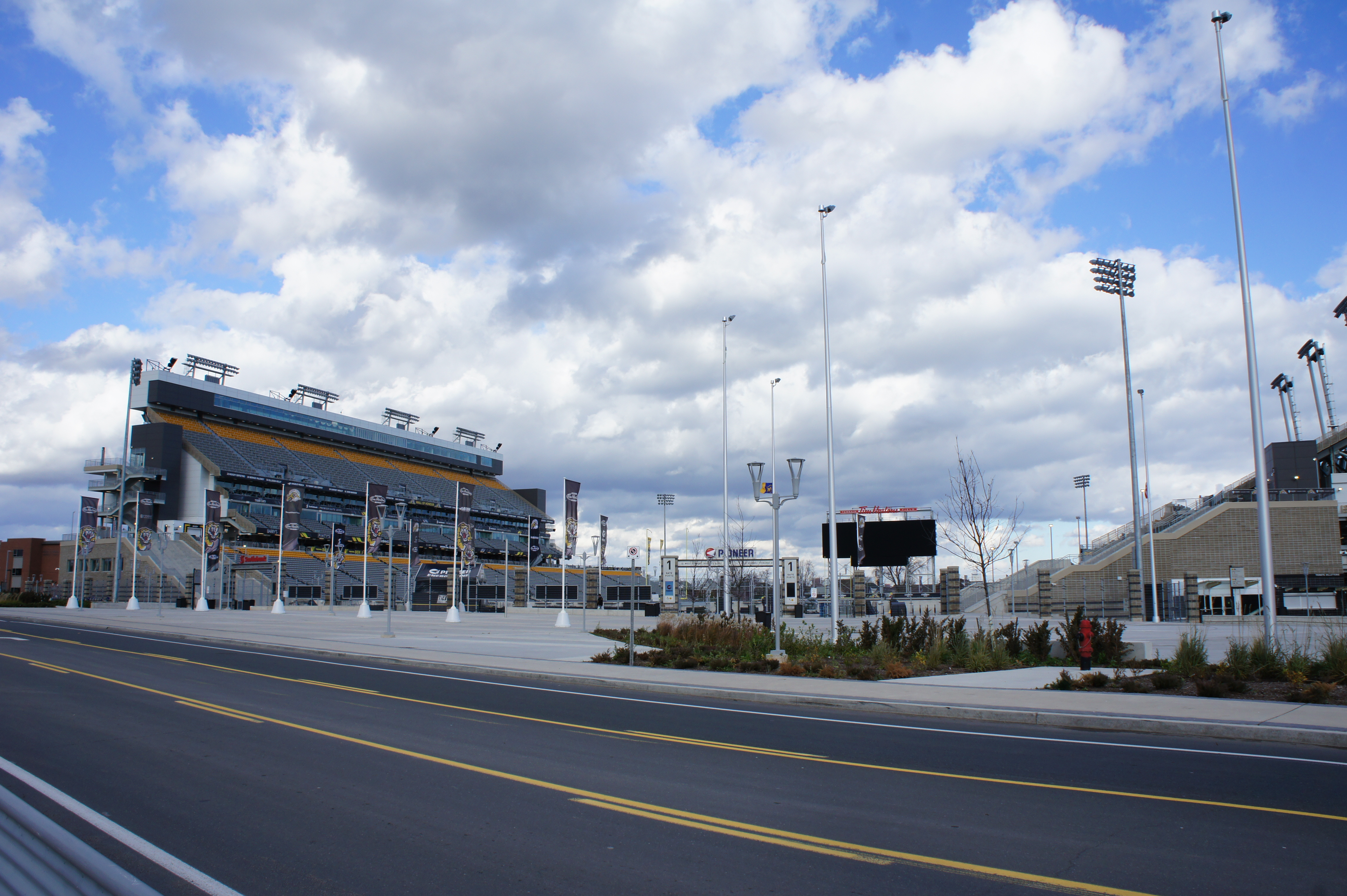
Tim Hortons Field, seu del Forge FC de Hamilton.

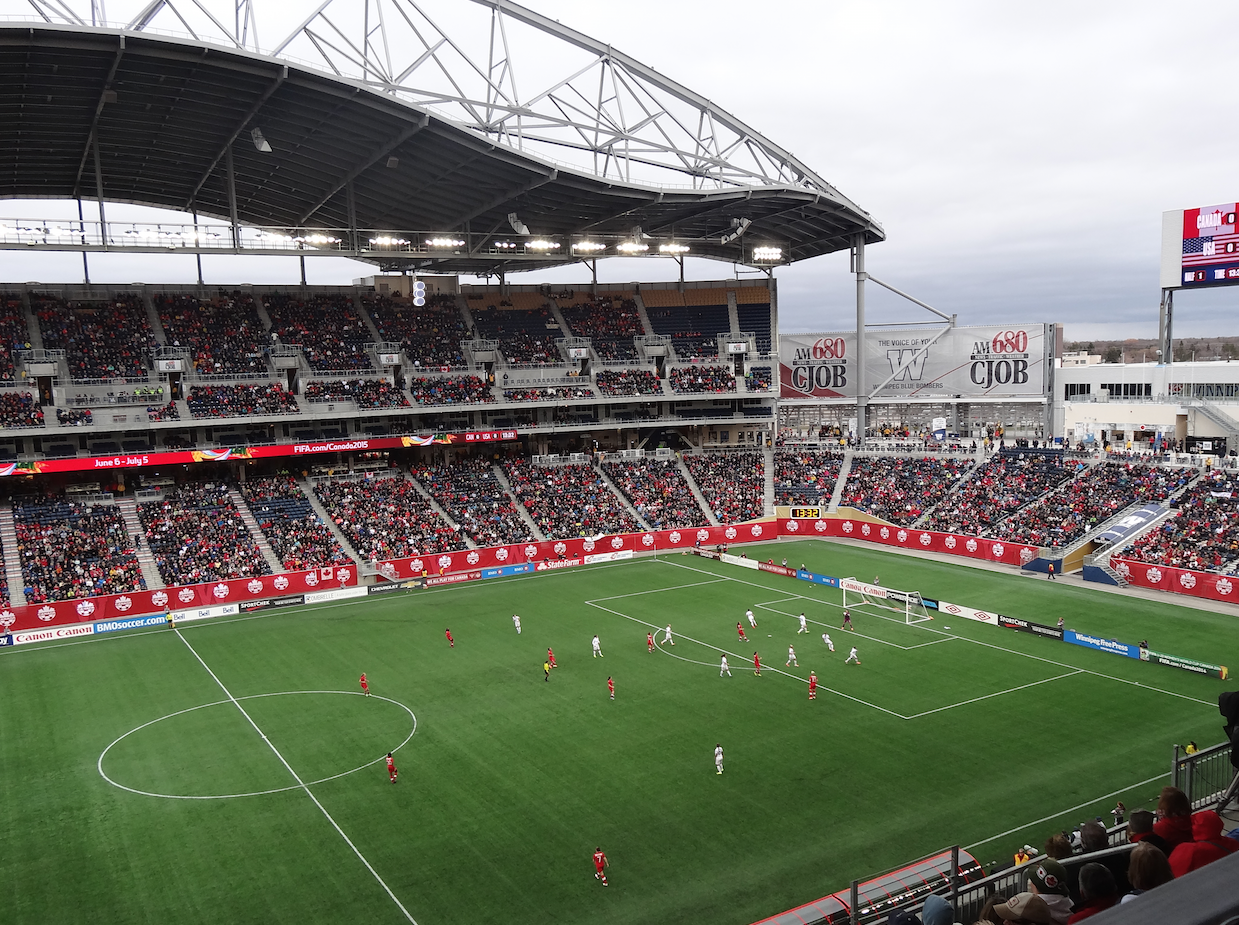
Investors Group Field, seu del Valour FC de Winnipeg.

| Equip            | Seu                          | Estadi                            | Capacitat | Fundació |
| ---------------- | ---------------------------- | --------------------------------- | --------- | -------- |
| Atlético Ottawa  | Ottawa, Ontario              | TD Place Stadium                  | 24.000    | 2020     |
| Cavalry FC       | Comtat de Foothills, Alberta | Spruce Meadows                    | 6.000     | 2018     |
| Forge FC         | Hamilton (Ontario)           | Tim Hortons Field                 | 10.016    | 2017     |
| HFX Wanderers FC | Halifax, Nova Escòcia        | Wanderers Grounds                 | 6.200     | 2018     |
| Pacific FC       | Langford, Colúmbia Britànica | Westhills Stadium                 | 6.500     | 2018     |
| Valour FC        | Winnipeg, Manitoba           | Investors Group Field             | 33.234    | 2017     |
| Vancouver FC     | Langley (Colúmbia Britànica) | Willoughby Community Park Stadium | 6.560     | 2023     |
| York United FC   | Toronto, Ontario             | York Lions Stadium                | 8.000     | 2018     |

| Equip       | Seu               | Estadi         | Capacitat | Fundació | Darrera temporada |
| ----------- | ----------------- | -------------- | --------- | -------- | ----------------- |
| FC Edmonton | Edmonton, Alberta | Clarke Stadium | 5.100     | 2010     | 2022              |

## Historial
Font:
- 2019:  Forge FC (1)
- 2020:  Forge FC (2)
- 2021:  Pacific FC (1)
- 2022:  Forge FC (3)